# Temuco: la última frontera
Temuco: la última frontera fue un Docureality show realizado por Canal 13 de Chile, de parte de D13, el área deportiva del canal. El programa mostró las actividades diarias del entrenador y comentarista de fútbol, Eduardo Bonvallet, manejando a Deportivo Temuco en la Primera B.
Se transmitió los domingos al final del bloque de D13, y mostraba lo sucedido en la fecha anterior. El programa mostró la cotidianidad del equipo de Temuco, y de su entrenador, que tomó su dirección después que no se obtuvieran puntos en 10 partidos, para salvar al equipo del descenso de Tercera división. También a personas que, de alguna forma, están vinculadas al club.
La canción utilizada para el programa es "El loco", del álbum Jessico de Babasónicos.